# Maroserdőd
Maroserdőd (románul: Pădurani) település Romániában, a Bánságban, Temes megyében.

## Fekvése
Lugostól északkeletre fekvő település.

## Története
Maroserdőd nevét 1414–1416 között említette először oklevél Padurany néven. 1717-ben Padurány, 1808-ban Paduran, 1913-ban Maroserdőd néven írták. 1851-ben Fényes Elek írta a településről: „Krassó vármegyében, 3 katholikus, 297 óhitü lakossal, anyatemplommal, sok legelővel. Földesura a kamara.”
A trianoni békeszerződés előtt Krassó-Szörény vármegye Marosi járásához tartozott. 1910-ben 548 lakosából 545 román, 3 magyar volt. Ebből 545 görögkeleti ortodox volt.